# 志賀直哉旧居 (奈良市高畑)

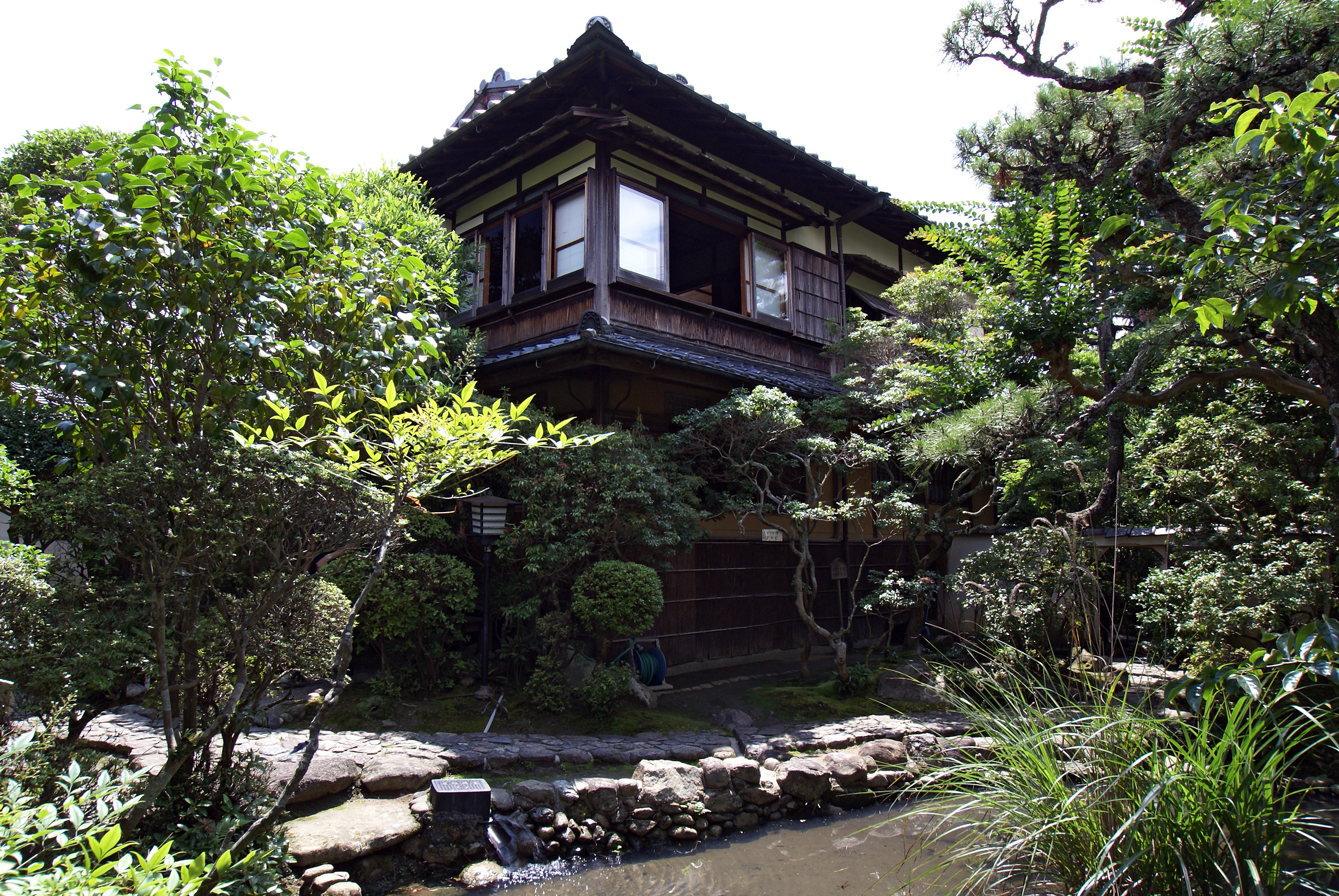
和風庭園から望む

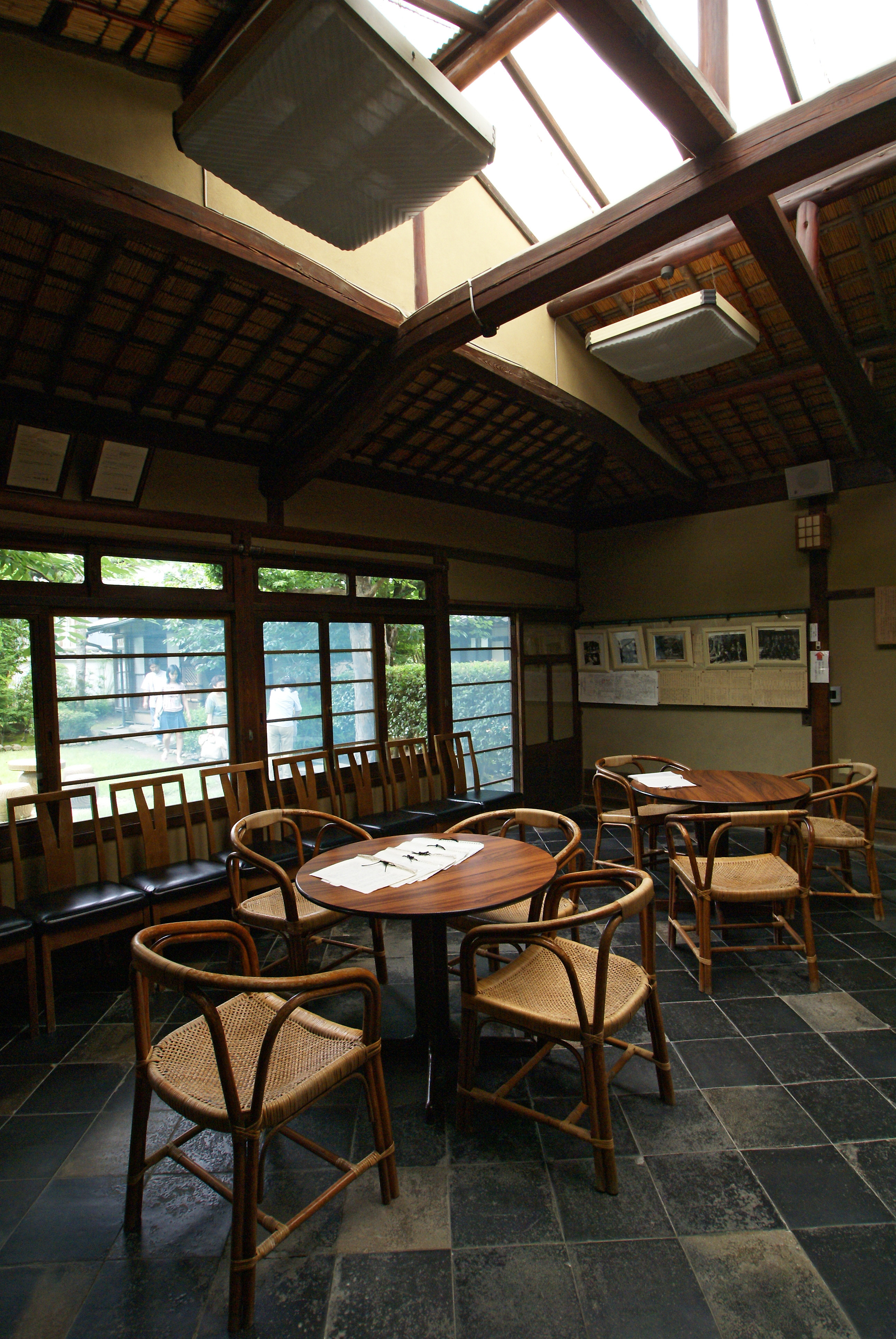
サンルーム

志賀直哉旧居（しがなおやきゅうきょ）は、奈良県奈良市高畑町にある文学館。白樺派の小説家・志賀直哉の旧宅で、高畑サロンとも呼ばれる。
一般公開されており、また学校法人奈良学園のセミナーハウスとしても使用されている。

## 概要
1925年（大正14年）に京都府宇治郡山科村（現・京都市山科区）から奈良市幸町に引っ越してきた志賀は、奈良公園に隣接し若草山の眺望も良い高畑に居宅を1929年（昭和4年）に4月に竣工、建設した。この際自ら設計に携わり、1938年（昭和13年）から東京に移り住むまでの10年間を家族と共にこの家で過ごした。数寄屋造りに加え洋風や中国風の様式も取り入れており、洋風サンルームや娯楽室、書斎、茶室、食堂を備えたモダンかつ合理的な建物であった。
書斎は、天井が葦張りの数奇屋作りで窓から和風庭園と借景である若草山の眺望をうることができる。三蓋山、高円山の眺めが美しく、庭園も執筆に疲れた時に散策できるように作られていた。志賀はここで『暗夜行路』のほか『痴情』『プラトニック・ラブ』『邦子』『鳥取」『雪の遠足』『リズム』『万暦赤絵』『日曜日』『颱風』『豊年虫』などの作品を執筆した。
志賀を慕って武者小路実篤や小林秀雄、尾崎一雄、若山為三、小川晴暘、入江泰吉、亀井勝一郎、小林多喜二、桑原武夫ら白樺派の文人や画家、また陶芸家今西洋など様々な文化人がしばしば訪れ、文学論や芸術論などを語り合う一大文化サロンとなり、いつしか高畑サロンと呼ばれるようになった。
2000年に、主屋、表門、塀が隣接する中村家住宅（旧足立家住宅）とともに国の登録有形文化財として登録された。
2008年、奈良学園により11月1日から当時（昭和初期）の姿に復元する改修工事が行われた。設計・施工は奥村組。
2016年に、奈良県指定有形文化財（建造物）に新規指定された。

## 志賀直哉の旧居関連年表
- 1925年（大正14年） - 京都山科から奈良市幸町に転居
- 1929年（昭和4年） - 奈良市幸町から上高畑に転居
- 1937年（昭和12年） - 「暗夜行路」を完結する
- 1938年（昭和13年） - 上高畑から東京に転居

（生涯で23回転居を繰り返した）

## 来訪した文人画家
- 小林多喜二
- 瀧井孝作
- 網野菊
- 谷崎潤一郎
- 武者小路実篤
- 小林秀雄
- 尾崎一雄
- 藤枝静男
- 谷川徹三
- 平野謙
- 本多秋五
- 堂本印象
- 入江泰吉
- 亀井勝一郎
- 上司海雲（東大寺206世別当）

## 利用情報（2025年4月現在）
- 開館時間 
  - 午前9：30〜午後4：30
  - ※入館は閉館時間の30分前までにお願いします。
- 休館日 
  - 年末年始（12/28〜1/5）
- 入館料 
  - 一般： 500円 （団体：450円）
  - 中学生： 200円 （団体：160円）
  - 小学生： 100円 （団体：80円）
  - ※30名以上の場合は団体割引

## 建築概要
- 設計 - 志賀直哉、下島松之助
- 施工 - 下島松之助
- 竣工 - 1929年
- 構造 - 木造、数寄屋造
- 敷地面積 - 1,440m2
- 延床面積 - 442m2
- 所在地 - 〒630-8301 奈良県奈良市高畑大道町1237-2

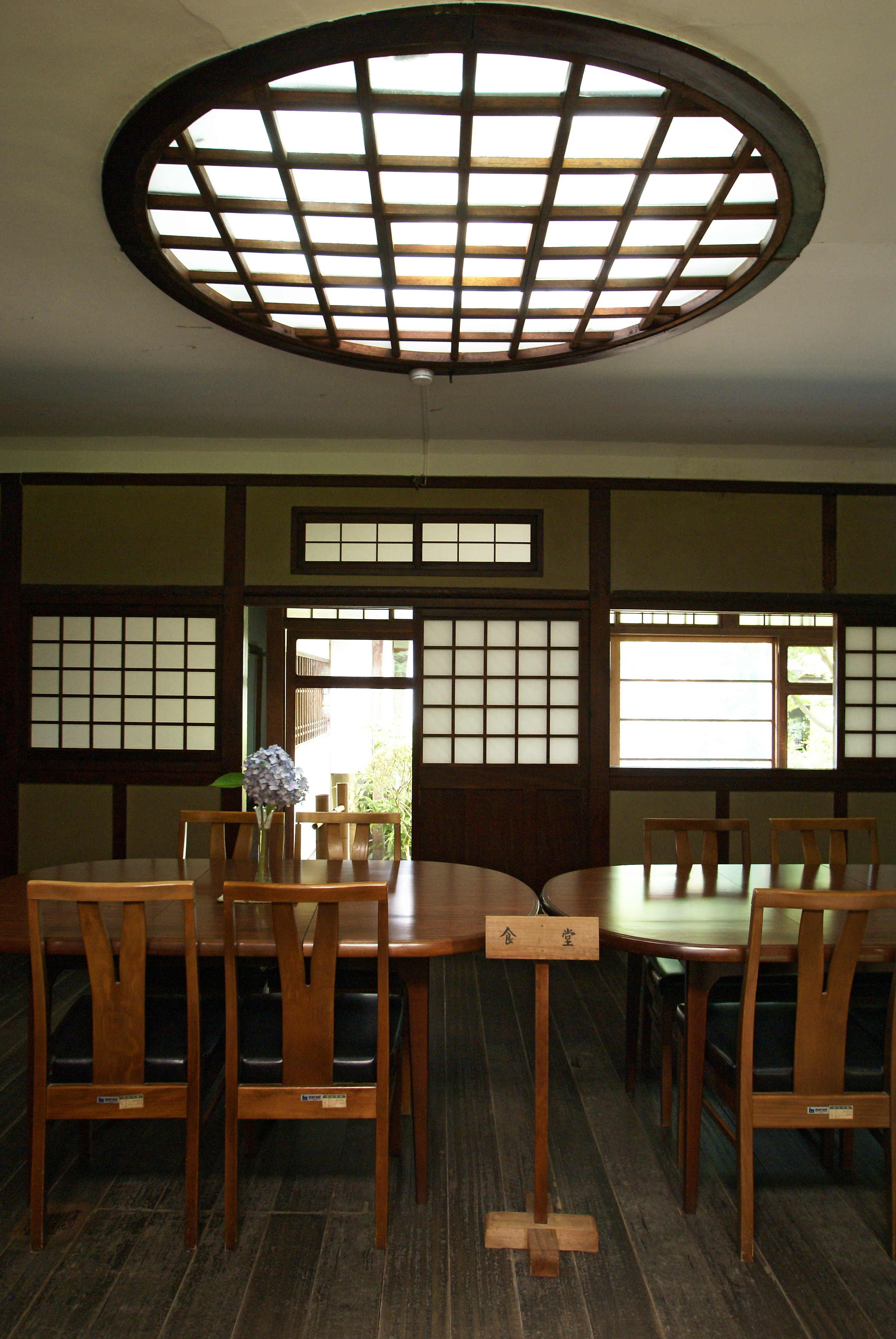
食堂
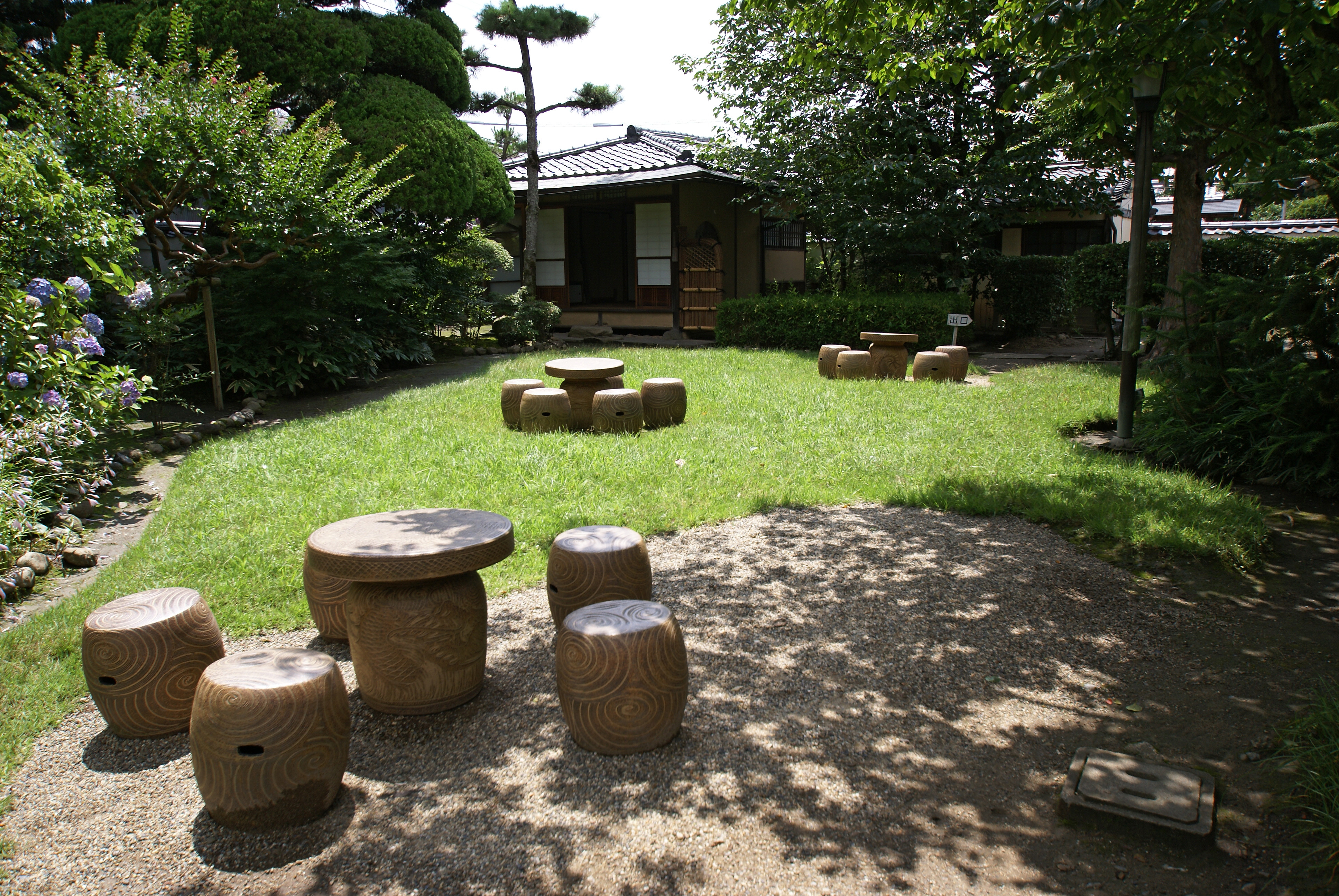
サンルーム前庭園
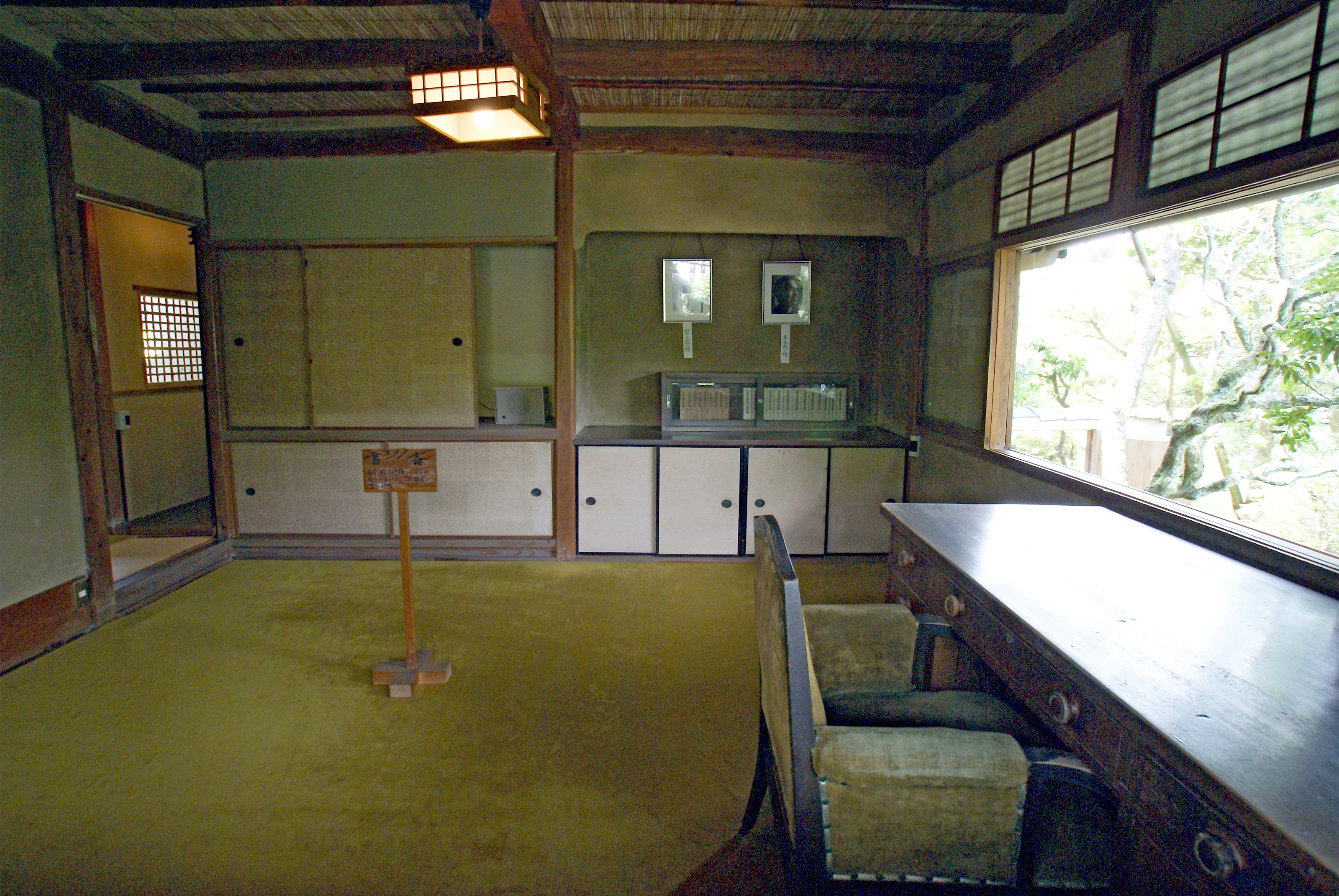
書斎
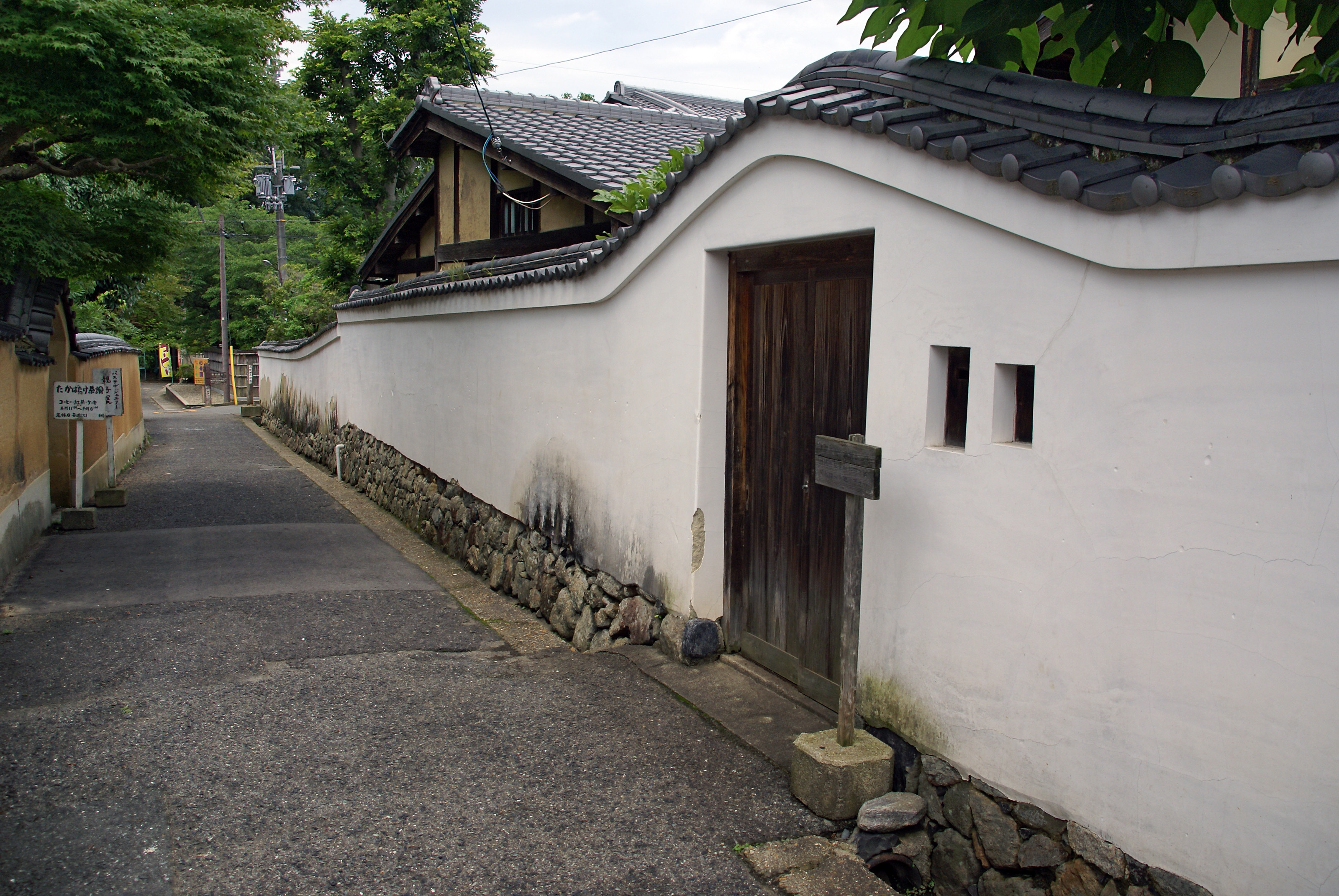
塀、裏口
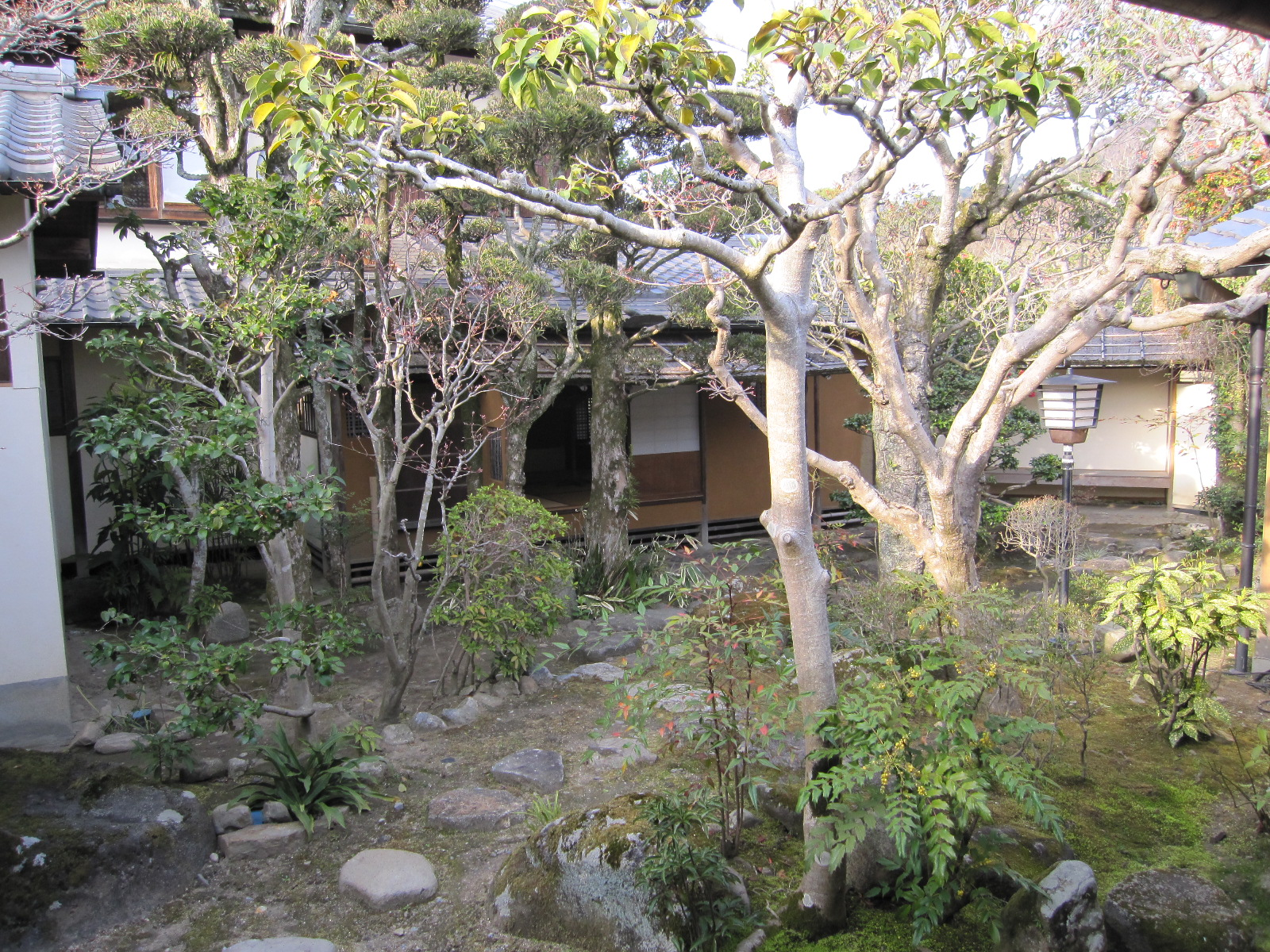
中庭

## 交通アクセス
奈良交通バス市内循環「破石町」下車、徒歩5分。

## 周辺情報
- 高畑茶論 - 画家の旧アトリエ前の庭園を利用したカフェ。
- 不空院
- 飛火野
- 浅茅が原
- ささやきの小径
- 新薬師寺
- 春日大社
- 奈良公園
- 入江泰吉記念奈良市写真美術館
- 旧大乗院庭園
- 奈良教育大学